# Derephysia
Derephysia is een geslacht van wantsen uit de familie netwantsen (Tingidae). Het geslacht werd voor het eerst wetenschappelijk beschreven door Spinola in 1837 .

## Soorten
Het genus bevat de volgende soorten:

- Derephysia brevicornis Reuter, 1888
- Derephysia bucharensis Josifov, 1969
- Derephysia emmanueli Ribes, 1967
- Derephysia foliacea (Fallén, 1807)
- Derephysia garneri Drake & Poor, 1936
- Derephysia gracilicornis Josifov, 1969
- Derephysia josefa Baena and Torres, 2009
- Derephysia kiritshenkoi Josifov, 1969
- Derephysia longirostrata Jing, 1980
- Derephysia lugens Horváth, 1902
- Derephysia minuta Josifov, 1969
- Derephysia nigricosta Horváth, 1905
- Derephysia penalveri Golub and Popov, 2000
- Derephysia rectinervis Puton, 1887
- Derephysia sinuaticollis Puton, 1879
- Derephysia tibetensia Jing, 1981
- Derephysia tyche Wappler, 2004